# Georges Daumezon
Georges Daumezon, né à Narbonne le 3 juin 1912 et mort à Boissy-la-Rivière le 6 mai 1979, est un psychiatre français.

## Biographie
Né dans une famille protestante, chef scout aux Éclaireurs unionistes de France, il se lie d'amitié avec Émile Guigou. Il fait ses études à Montpellier et à Paris où il obtient une licence en droit en 1932 et son doctorat en médecine en 1935, avec une thèse consacrée à La Situation du personnel infirmier des asiles d'aliénés. Ce travail lui valut, l'année suivante, le prix Baillarger de l'Académie nationale de médecine . Très attaché au rôle des infirmiers, il crée en 1949, avec Germaine Le Guillant, des stages dans le cadre des CEMEA (Centre d'entraînement aux méthodes d'éducations actives."
Il devient médecin directeur de l'hôpital de Sarreguemines puis est nommé médecin directeur de l'établissement psychothérapique de Fleury-les-Aubrais en 1938, l'un des lieux qui a marqué les débuts de la psychothérapie institutionnelle. Il a exercé cette fonction jusqu’en 1951.
Médecin des hôpitaux psychiatriques de la Seine en 1951, il dirige pendant un an et demi un service de l’hôpital psychiatrique de Maison Blanche à Neuilly-sur-Marne, actuellement l’un des quatre établissements spécialisés parisiens en psychiatrie qui développe ses activités sur le quart nord-est de Paris intra-muros. En 1952, Daumezon et Koechlin introduisent pour la première fois l'expression « psychothérapie institutionnelle ».
Il devient ensuite médecin chef à l'hôpital psychiatrique de Sainte-Anne et à Henri-Rousselle où il fera évoluer le système des admissions, en créant le centre psychiatrique d'orientation et d'accueil (CPOA) qui porte aujourd'hui son nom.
A la libération, il occupe une place importante dans la transformation de l'exercice de la psychiatrie. Il participe au groupe Batia, avec Ajuriaguerra, Bonnafé, Duchêne, Ey, Fouquet, Follin, Lacan, Le Guillant et Sivadon.
Il participe à la création du Syndicat des médecins des hôpitaux psychiatriques le 9 juillet 1945, qu'il va diriger pendant une dizaine d'années. Ce syndicat s'inscrit dans la continuité de "L'Association amicale des médecins des établissements publics d'aliénés de France". Son organe de publication est L'Information psychiatrique. À l'époque, ce syndicat ne concerne que 220 médecins fonctionnaires.

## Publications

### Ouvrages collectifs
- G. Benoît et Georges Daumezon : Apport de la psychanalyse à la sémiologie psychiatrique, Masson, Paris, 1970. Ce livre a été écrit avec la collaboration de F. Castel, Piera  Castoriadis-Aulagnier, C. Gusdorf, Bruno Castets, Professeur Covello, D. Gehachan, Eliezer de Hollanda Cordeiro, Georges Lanteri Laura, Charles Melman, P. Mondolini, François Perrier, Edmond Sanquer. Il s’agit d’un rapport présenté au Congrès de Psychiatrie et de Neurologie de langue française, LVIIIe session, Milan, 7-12 septembre.

- (dir.) Cinquantenaire de L’Hôpital Henri Rousselle, 1922-1972, Mame, Tours, 1973.
- avec Lucien Bonnafé : L’internement, conduite primitive de la société face à la maladie mentale, recherche d’une attitude plus évoluée, Documents de l’Information Psychiatrique, volume 1, 108 pages, Desclée de Brouwer, Paris, 1946.

### Articles

#### L’histoire de la psychiatrie
- Daumezon G.- Légitimité  de l’intérêt pour l’histoire de la psychiatrie, L'Information psychiatrique, vol. 56, no 5, p. 647-652, 1980.
- Daumezon G.- Essai historique critique de l’appareil d’assistance aux malades mentaux dans le département de la Seine depuis le début du XIXe siècle, L'Information psychiatrique, vol. 36, p. 5-29, 1960.
- Daumezon G. et Bonnafé L.- Les perspectives de réforme psychiatrique  en France depuis la libération, Congrès des aliénistes et neurologues de langue française, Genève et Laus, Masson, édit. Paris, 584-590, 1946
- Daumezon G.- Problèmes de la psychiatrie de secteur en France, L'Information psychiatrique, vol. 40, no 9, p. 653-662, 1964.
- Daumezon G.- Conjoncture de la naissance de la psychiatrie de secteur en France, Annales médico-psychologiques, 135, 2, no 1, p. 80-87, 1977.
- Daumezon G. et Sanquer E.- Le secteur psychiatrique. Essai d’approche de la réglementation, L'Information psychiatrique, vol. 56, no 5, p. 629-639, 1980.

#### La Sémiologie psychiatrique
- Benoit Guy et Daumezon Georges- Réflexions sur la Sémiologie psychiatrique, in L'Évolution Psychiatrique, Paris, 1957.
- Daumezon G., Lanteri-Laura G.- Signification d’une sémiologie phénoménologique, L’Encéphale, no 5, p. 478-511, 1961.
- Daumezon G., Lantéri-Laura G.- L’Œuvre psychiatrique : La signification sémiologique de l’automatisme  mental de Clérembault, in Recherches sur les maladies mentales, 1, p. 61-92, PUF, Paris, 1961.
- Daumezon G.- Ambiguïtés autour de la sémiologie dans la psychiatrie contemporaine, in Annales médico-psychologiques, T. 2, no 5, Paris, 1964.

#### Psychothérapie institutionnelle
- Daumezon G.- Action individuelle de la psychothérapie collective, Évolution psychiatrique, no 3, p. 475-506, 1952.
- Daumezon G., Tosquelles F. et Paumelle Ph.- Travail thérapeutique, Encyclopédie médico-chirurgicale, Paris, H. Ey ed. Psychiatrie, III, 37930, A 20, 1955.
- Daumezon G. et  Koechlin P.-  Psychothérapie française institutionnelle contemporaine, volume IV, no 4, p. 721-312, 1952.
- Léculier P. et Daumezon G.- L’Expertise psychiatrique, EMC (Encyclopédie Médico-Chirurgicale), socio-psychiatrie, 37770 A 10, p. 1-13, 1955.

#### Autres
- Daumezon G., Lantéri-Laura G., Lebeau et Brabant G.- Le test de Rorschach et la conscience imageante, Annales médico-psychologiques, vol. 119, no 1, p. 833-864, 1961.
- Daumezon G.- Les états régressifs aigus chez les personnes âgées, in Recherches sur les maladies mentales, p. 9-31, Imprimerie municipale, Paris, 1961.
- Broussolle P., Daumezon G.- Modificações nos regulamentos das perícias psiquiátricas, EMC, socio-psychiatrie, 37770 A20, 1963.
- Daumezon G.- Nécessité d’une loi cadre adaptée à la santé mentale, communication faite à la Société Médico-Psychologique de Paris, publiée dans Annales Médico-Psychologiques, 1967.
- Daumezon G.- Enfraquecimento do papel do médico nas instituições psiquiátricas, communication faite à la Société Médico-Psychologique de Paris, publiée dans Annales Médico-Psychologiques, 1972.
- Agussol P., Daumezon G.- Le psychiatre et la nouvelle loi sur le divorce, publication parue dans L’Information psychiatrique, vol. 52, no 9, p. 1109-1121, 1976.
- Daumezon G. et Caroli F.- La loi de 1938 et le C.P.O.A., Psychiatrie Française, vol. 9, no 2, p. 9-17, 1978.
- Daumezon G.- Psychiatrie et éthique, le psychiatre face au malade, à la société et à lui-même, Privat, Toulouse, p. 9-25, 1979.